# Michael Boxall
Michael Boxall, né le 18 août 1988 à Auckland, est un footballeur international néo-zélandais. Il joue au poste de défenseur à Minnesota United, en MLS.

## Biographie

### Parcours en sélection
Michael Boxall est sélectionné en sélection néo-zélandaise pour la Coupe du monde des moins de 20 ans de 2007 qui se déroule au Canada, où il joue tous les matchs en tant que titulaire. Il participe aux Jeux olympiques d'été de 2008 en Chine, où il joue tous les matchs en tant que titulaire.
Il honore sa première sélection en A le 25 mars 2011 lors d'un match amical contre la Chine. Il entre à la 46e minute de jeu à la place d'Andrew Boyens (1-1).
Il est retenu par Ricki Herbert pour disputer la Coupe d'Océanie de 2012 qui se déroule aux îles Salomon. Lors du tournoi, il joue un match contre les îles Salomon.
Il compte 41 sélections pour zéro but en équipe de Nouvelle-Zélande depuis 2011.

## Palmarès

### En club
Vancouver Whitecaps
- Finaliste du Championnat canadien en 2011

 Supersport United
- Vainqueur de la Coupe d'Afrique du Sud en 2016 et 2017
- Finaliste de la Coupe de la Ligue sud-africaine en 2016

 Minnesota United
- Finaliste de la Coupe des États-Unis en 2019

### En sélection
Nouvelle-Zélande
- Vainqueur de la Coupe d'Océanie en 2016